# Patkó Éva
Patkó Éva (Nagyszalonta, 1981. augusztus 21. –) színházi rendező, egyetemi tanár, műfordító.
Magyar, román és más nyelveken született kortárs darabok elhívatott rendezője, de Shakespeare, Ibsen vagy Harold Pinter darabjai is beletartoznak rendezői repertoárjába. „A lelkes reménynek és a lélek tisztaságának színpadi megjelenítője” – írta róla Tony Adler, a Chicago Reader kritikusa.
Rendezései mellett számos kortárs drámát (Matei Vișniec, Peca Ștefan, Saviana Stănescu, Simon Abkarian, Sarah Ruhl) fordított magyarra. 
A HD (Havi Dráma) felolvasó-színházi sorozat művészeti vezetője.

## Fontosabb rendezései
- Visky András: A szökés. Marosvásárhelyi Nemzeti Színház, 2005
- L=R+C+G (Shakespeare: Lear király nyomán). Temesvári Csíky Gergely Színház, 2005
- Láng Zsolt: Télikert. Figura Stúdió Színház, Gyergyószentmiklós, 2006;
- Harold Pinter: A gondnok. Tamási Áron Színház, Sepsiszentgyörgy, 2007;
- Sławomir Mrożek: Szerenád. Tomcsa Sándor Színház, Székelyudvarhely, 2007;
- Nora Reloaded (Ibsen: A babaház nyomán). Akadémiai Műhely, Marosvásárhely, 2008;
- Matei Vișniec: Paparazzi. Toni Bulandra Színház, Targoviste, 2010;
- Matei Vișniec: Kenyérrel a zsebben. Akadémiai Műhely, Marosvásárhely, 2011;
- Visky András: Porn. Theatre-Y, Chicago, 2012
- F. G. Lorca - M. LaChiuza: Bernarda Alba háza. Marosvásárhelyi Művészeti Egyetem, 2012;
- Ovidius: Metamorphoses - International Project. Liszt Ferenc Zeneművészeti Akadémia, 2014;
- Simon Abkarian: Penelope, oh Penelope. Theatre-Y, Chicago, 2015;

## Filmjei
- Szerelem a palackban (magyar–román kisjátékfilm, 4:25 perc, 2004) asszisztens
- Pad (magyar–román kisjátékfilm, 7:34 perc, 2004) asszisztens
- Csobogás (magyar–román kisjátékfilm, 3:53 perc, 2004) rendező
- Cosmo szerelem (magyar–román kisjátékfilm, 5:51 perc, 2004) világosító
- Almakalap (magyar–román kisjátékfilm, 5:20 perc, 2003) rendező